# Sven Bunge
Sven Bunge, född 5 november 1731 i Stockholm, död där 1 februari 1801, var en svensk greve, riksråd, serafimerriddare och ämbetsman.

## Biografi
Sven Bunge var son till statssekreteraren friherre Henrik Bunge och Catharina Caménsköld. Efter avslutade studier i Uppsala började Bunge 1748 tjänstgöra vid Svea hovrätt. Han sändes som kommissionssekreterare till Paris 1750 och besörjde under Ulrik Scheffers frånvaro vid 1755–1756 års riksdag de ministeriella göromålen såsom chargé d'affaires. Han befordrades vidare 1762 till kansliråd och 1769 till hovkansler. År 1773 invaldes han som ledamot nummer 195 av Kungliga Vetenskapsakademien.
Under tiden hade han även deltagit i riksdagarna, där han slöt sig till hattarna, vilka 1760, 1769 och 1772 insatte honom i sekreta utskottet. Bunge gjorde sig känd som en anhängare av en friare handels- och näringslagstiftning. Gustav III utnämnde 1773 Sven Bunge till riksråd och 1782 upphöjdes han även i grevligt stånd. Vid Gustav III:s statsvälvning 1772 lämnade Bunge politiken, även om han ingick i kretsen av rådgivare runt Gustav III.
Bunge gifte sig 1761 med friherrinnan Elsa Beata Wrede, dotter till riksrådet Fabian Wrede. Han var far till Mårten Bunge.